# Sons of Kemet
Sons of Kemet — британський джазовий гурт з Лондона, створений у 2011 році.
Учасники гурту: Шабака Гатчінгс, Орен Маршалл, Себ Рочфорд і Том Скіннер.
Теон Кросс змінив Маршалла на тубі після першого альбому, а Едді Хік змінив Рочфорда на барабанах після третього альбому.
Гурт розпався у 2022 році.

## Історія
Музика гурту Sons of Kemet була класифікована як суміш джазу, року, карибського фолку та африканської музики.
9 вересня 2013 року гурт Sons of Kemet випустив свій дебютний альбом «Burn». Альбом отримав премію Arts Desk Album of the Year 2013 і номінацію Album of the Year від Жиля Петерсона (Gilles Peterson).
Їх наступний альбом, «Lest We Forget What We Came Here To Do» отримав таку саму номінацію у 2015 році.
У 2013 році гурт отримав нагороду MOBO Awards у категорії «Кращий джазовий виконавець».
30 березня 2018 року лейбл Impulse! випустив третій альбом гурту, Your Queen Is a Reptile. Альбом був номінований на премію Mercury Prize 2018.
14 травня 2021 року відбувся реліз четвертого альбому гурту Sons of Kemet, Black to the Future. Губерт Аджей-Конто (Hubert Adjei-Kontoh), у статті для Pitchfork, описав альбом як «альбом-рушій, що зворушує розум і тіло», тоді як Кітті Емпайр (Kitty Empire), у статті для The Guardian, описала альбом як «виразний танець між гнівом і радістю» і похвалила ліричну та інструментальну частина альбому.
1 червня 2022 року гурт заявив, що після поточної серії концертів «ми закриємо цю главу життя гурту в осяжному майбутньому».

## Учасники гурту
Фінальні
- Шабака Гатчінгс (Shabaka Hutchings) — саксофон, кларнет
- Том Скіннер (Tom Skinner) — барабани
- Теон Крос (Theon Cross) — туба
- Едді Хік (Eddie Hick) — барабани

Колишні
- Себ Рочфорд (Seb Rochford) — ударні
- Орен Маршалл (Oren Marshall) — туба

## Дискографія
- Burn (Naim, 2013)
- Lest We Forget What We Came Here to Do (Naim, 2015)
- Your Queen Is a Reptile (Impulse!, 2018)
- Black to the Future (Impulse!, 2021)

## Відеокліпи
| Рік  | Назва                      | Продюсер        | Хореограф            | Джерело       |
| ---- | -------------------------- | --------------- | -------------------- | ------------- |
| 2016 | «In the Castle of My Skin» | Motheo Moeng    | Jarrel Mathebula     | [ 9 ]         |
| 2015 | «Play Mass»                | Jordan Copeland | Valeria Tello Giusti | [ 10 ] [ 11 ] |

## Нагороди
- 2013 MOBO Awards — найкращий джазовий виконавець (переможець)[4]